# High Roding
High Roding eller High Roothing är en by och en civil parish i Uttlesford i Essex i England. Orten har 478 invånare (2011).